# Hans Roth (Politiker, 1879)
Hans Roth (* als Johannes Roth 14. September 1879 in Grindelwald; † 23. August 1966 in Interlaken, heimatberechtigt in Grindelwald) war ein Schweizer Politiker (SP).

## Leben
Hans Roth kam am 14. September 1879 in Grindelwald als Sohn des Johannes Roth und der Elisabeth geborene Brawand zur Welt. Roth war in seiner Berufslaufbahn zunächst als Primarlehrer in Grindelwald, danach als Sekundarlehrer in Interlaken tätig.
Hans Roth heiratete im Jahr 1909 Elisabeth, die Tochter des Peter Bernet. Er verstarb am 23. August 1966 drei Wochen vor Vollendung seines 87. Lebensjahres in Interlaken.

## Politischer Werdegang
Hans Roth, Mitglied der Sozialdemokratischen Partei, begann seine politische Karriere als Interlakner Gemeinderat. In der Folge vertrat er seine Partei ab 1918 im Berner Grossen Rat sowie zwischen 1925 und 1955 im Nationalrat. Dort fungierte er unter anderem als Mitglied der Eisenbahnkonzessionskommission. Seine zahlreich eingereichten parlamentarische Vorstösse galten häufig den Anliegen der Bergbevölkerung.
Ferner gründete er die Heimatschutz-Vereinigung engeres Oberland sowie die Volkswirtschaftskammer Berner Oberland in Interlaken. Hans Roth trat als Förderer der Heimarbeit hervor.